# Centre des bateaux en bois de Finlande
Le Centre des bateaux en bois de Finlande (finnois : Suomen Puuvenekeskus) est un édifice construit sur  Kotkansaari dans le port de Kotka en Finlande.

## Description
Le centre est un chantier naval pour la construction, la réparation et la restauration, il spécialisé dans les bateaux en bois.
L'édifice, ressemblant à un bateau renversé, est conçu par le cabinet Lahdelma & Mahlamäki.
Il est inauguré en 2008,.
L'épine dorsale du bâtiment est faite d'arcs en acier.
La façade est couverte de cuivre avec de grandes surfaces vitrées.
L'étage offre un espace d'exposition et une balustrade ouverte au public est d'où l'on peut voir les sculpteurs travailler.

## Galerie
Le centre vu du parc Palotorninvuorenpuisto

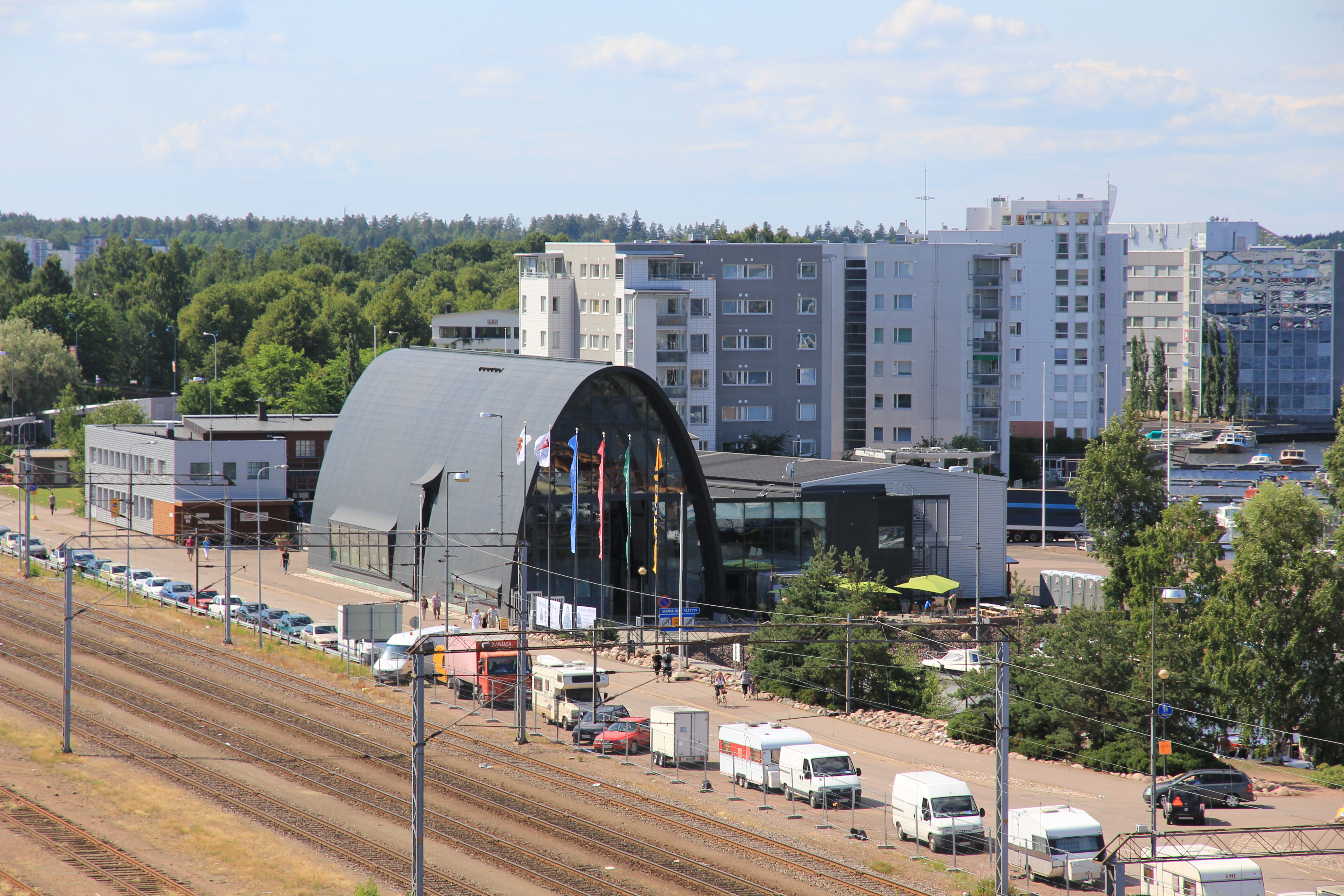
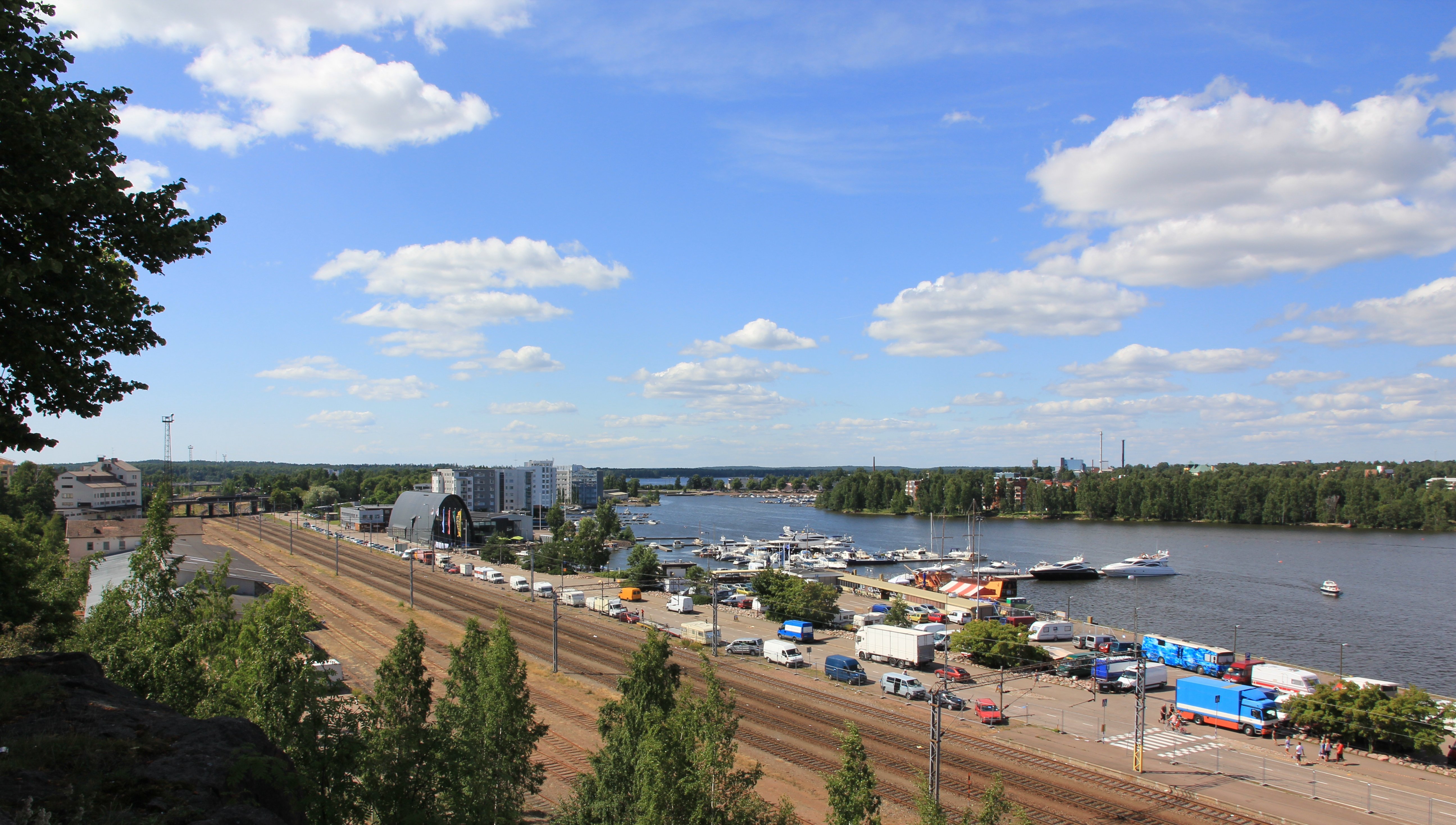